# معرض الترفيه الإلكتروني 2015
معرض الترفيه الإلكتروني 2015 (بالإنجليزية: E3 2015)‏ كان معرض الترفيه الإلكتروني الحادي والعشرين الذي أقيم. أقيم الحدث في مركز مؤتمرات لوس أنجلوس في لوس أنجلوس، كاليفورنيا. تم عقده في الفترة من 16 يونيو إلى 18 يونيو 2015، بحضور 52200 شخصًا.
من بين العارضين الرئيسيين في المؤتمر أكتيفيجن بليزارد، أتلس، بيثيسدا سوفت ووركس، إلكترونيك آرتس، مايكروسوفت ستوديوز، نينتندو، نفيديا، سوني كمبيوتر إنترتينمنت، سكوير إنكس ويوبي سوفت.
في حين أن إي ثري هو حدث مغلق لأعضاء صناعة ألعاب الفيديو ووسائل الإعلام فقط فقد سمحت جمعية برامج الترفيه بالوصول إلى الحدث من اللاعبين لأول مرة من خلال توزيع 5000 تذكرة على العارضين المختلفين الذين قاموا بعد ذلك بتوزيعها على معجبيهم.

## المؤتمرات الصحفية

### أوكلوس
استضاف أوكلوس في آر مؤتمرًا صحفيًا قبل إي ثري في 11 يونيو 2015 الساعة 08:00 مساءً خلال المؤتمر، تم الكشف عن التصميم النهائي لـ أوكلوس ريفت. تم الإعلان عن أوكلوس توتش، وحدة التحكم في ريفت، بالإضافة إلى العروض الحصرية، بما في ذلك داميجد كور من هاي فولتيتج سوفتوير وتحديات في آر سبورتس من سانزارو غيمز وتشرونوس من غانفاير غيمز وإيدج أوف نووير من إنسومنياك غيمز.

### بيثيسدا
بيثيسدا استضافت أول مؤتمر صحفي لها على الإطلاق في 15 يونيو في الساعة 05:00 صباحاً خلال المؤتمر، كشفت بيثيسدا سوفت ووركس عن فول أوت شيلتير وديسونرد: ديفينيتيف إديشن وديسونرد 2 بالإضافة إلى ذا إيلدر سكرولز: ليجندز، وهي لعبة ورق تدور أحداثها في عالم إيلدر سكرولز. تم إصدار نوافذ الإصدار والمقطورات وعرض طريقة اللعب لـ فول أوت 4 ودوم وباتالكراي.

### مايكروسوفت
استضافت مايكروسوفت مؤتمرًا صحفيًا في 15 يونيو في الساعة 07:30 مساءً. خلال المؤتمر، أعلنت مايكروسوفت عن ريكور، التوافق مع الإصدارات السابقة من إكس بوكس ون، وحدة تحكم إيلتي جديدة، النباتات ضد وحوش الزومبي: حرب الحديقة 2، دارك سولز 3، آشين، بيوند آيز، إيون، راير ريبلاي، سي أوف ثيفز وغيرز أوف وور: ألتميت إديشن إصدار وعرض لقطات من هيلو 5: غارديانز، فورزا موتورسبورت 6، فول أوت 4 مع دعم مود، توم كلانسيز ذا ديفيجن، وتوم كلانسيز رينبو سكس سيج، غيغانتك، تاكوما، كاب هيد، رايز أوف ذا توم ريدر، فيبل ليجيندز، نسخة من ماينكرافت متوافق مع مايكروسوفت هولولنز وغيرز أوف وور 4.

### إلكترونيك آرتس
استضافت إلكترونيك آرتس مؤتمراً صحفياً في 15 يونيو في الساعة 11:00 مساءً. استمر المؤتمر لمدة ساعة. خلال المؤتمر، أعلنت شركة إلكترونيك آرتس عن ماس إفكت: أندروميدا، وأظهرت طريقة لعب نيد فور سبيد، وأعلنت ستار وارز: ذا أولد ريبوبليك - نايتز أوف ذا فولين إمباير، انريفل، وعرضت طريقة لعب النباتات ضد وحوش الزومبي: حرب الحديقة 2، أعلنت إن إتش إل 16، إن بي آيه لايف 16، ستار وارز: غالاكسي أوف هيروز، مينيونز بارادايز، عرضت لقطات من فيفا 16، وأظهرت طريقة لعب ميرورز إدج كاتالايست، وأظهرت لقطات من مادن إن إف إل 16 وأظهرت طريقة لعب ستار وارز باتلفرونت.

### يوبي سوفت
استضافت يوبي سوفت مؤتمرًا صحفيًا في 16 يونيو الساعة 01:00 صباحًا. خلال المؤتمر، أعلنت يوبي سوفت عن ساوث بارك: ذا فراكشرد بات هول، عنوان آي بي جديد بعنوان فور أونور وذا كرو وايلد رن وترايلز فيوشن: أوسوم ليفل ماكس وأنو 2205 وجاست دانس 2016 وتراكمنيا توربو وتوم كلانسز جوست ريكون ويلدلاندز وأظهروا لعبة توم كلانسيز ذا ديفيجن وتوم كلانسيز رينبو سكس سيج وأساسنز كريد سنديكيت.

### سوني
استضافت شركة سوني مؤتمرًا صحفيًا في 16 يونيو الساعة 04:00 صباحاً. خلال المؤتمر، أعادت سوني الإعلان عن آخر الحماة، وأعلنت عن عنوان آي بي جديد بعنوان هوريزن زيرو دون، وهيتمان، وأحلام، وفاير ووتش، وديستني: ذا تايكنغ كينغ، و فاينل فانتازي 7 ريميك، وشينمو 3 وأظهرت لقطات من نو مانز سكاي، أساسنز كريد سنديكيت وباتمان: أركام نايت وكول أوف ديوتي: بلاك أوبس 3 وديزني إنفينيتي 3.0 وستار وارز باتلفرونت وأنشارتد 4: نهاية لص.

### نينتندو
قررت نينتندو، للمرة الثالثة على التوالي إي ثري، التخلي عن استضافة مؤتمر صحفي تقليدي لصالح نينتندو ديجيتال إيفينت -عرض فيديو مسجل مسبقًا تم بثه عبر الإنترنت في 16 يونيو في الساعة 07:00 مساءً مع بيان صحفي مصاحب-. قبل إي ثري، أقامت نينتندو أيضًا حدثًا، بطولة نينتندو ورلد شامبونشبز 2015 (وهي مسابقة شاركت فيها مجموعة من اللاعبين في منافسة متعددة الجولات عبر ألعاب نينتندو متعددة)، كما تضمنت الإعلان عن محتوى جديد لـ سوبر سماش برذرز فور نينتندو 3دي إس و وي يو، بدايات ايرث باوند وبلاست بول وطريقة لعب جديدة لـ سوبر ماريو ميكر كجزء من خاتمة المسابقة. خلال الحدث الرقمي، أعلنت نينتندو عن ستار فوكس زيرو، شخصيات أميبو المتوافقة مع سكيلاندرز: سوبرتشارتشرز، ذا ليجند أوف زيلدا: تراي فورس هيروز، هايرول واريرز ليجيندز، مترويد برايم: فدرايشن فورس، فاير إمبلم فايتس، طوكيو ميراج سيشنز# إف إي، عرضت لقطات من زينوبلايد كرونيكلس إكس، أعلن عن أنيمل كروسينغ: هابي هوم ديزاينر، أنيمل كروسينغ: أميبو فيستفال، أظهر لقطات من يوشيز وولي ورلد، أعلن يوكاي واتش، ماريو أند لويجي: بايبر جام، ماريو تنس: ألترا سماش وأظهر لقطات من سوبر ماريو ميكر.

### سكوير إنكس
استضافت سكوير إنكس مؤتمراً صحفياً في 16 يونيو في الساعة 08:00 مساءً. خلال المؤتمر، أعلنت سكوير إنكس عن نير: الآلي تحت العنوان المؤقت نير نيو بروجكت ولارا كروفت جو وكينغدوم هارتس أنتشايند X وستار أوشن: إنتيغريتي أند فايثليسنيس وعنوان آي بي جديد بعنوان آي أم سيتسونا وأظهرت لقطات من جست كوز 3 ورايز أوف ذا توم ريدر وكينغدوم هارتس 3 وورلد أوف فانيل فانتازي وهيتمان وديوس إكس: انقسمت البشرية. تم الكشف عن الإعلان عن فيلم فاينل فانتازي 7 ريميك كجزء من العرض التقديمي لشركة سوني.

### بي سي غيمينغ شو
تم عقد بث على شبكة الإنترنت يركز على ألعاب الكمبيوتر في 17 يونيو في الساعة 03:00 صباحًا من قبل مجلة الألعاب بي سي غيمر وإي إم دي، واستضافه سيان بلوت. ممثلو الاستوديوهات بما في ذلك بليزارد إنترتينمنت ومايكروسوفت ستوديوز وبوهيميا إنتراكتيف وبارادوكس إنتراكتيف وأوبسيديان إنترتنمنت، بالإضافة إلى تريبواير إنتراكتيف وأرينا نت وذا كريتيف أسمبلي وفيكشينال جيمز وفرونتير دفلوبمنتس وإس سي إس سوفتوير وسبلاش دامج وسكوير إنكس وكلاود إمبيريوم غيمز وظهرت ديفولفر ديجيتال. ريزينغ ستورم 2: تم الإعلان عن فيتنام، منفذ كمبيوتر شخصي لـ كيلر إنستينكت، أمريكان تراك سيموليتر، توسع أعمدة الخلود المعروف باسم ذا وايت مارش، بلانيت كوستر وامتداد آرما 3 المعروف باسم تانوا، وكان هناك لقطات معروضة لـ كيلنغ فلور 2، ستار ستيزن، ديوس إكس: الثورة الإنسانية، توتل وار: وارهامر، فيبل ليجيندز، غيغناتيك، غيرز أوف وور: ألتميت إديشن، إيفي فالكايري، إيون، ستراف، توسعة غويلد وارز 2، هارت أوف ثرونس ، هيتمان، سوما، داي زي، خذ المريخ، بلو ستريك، إنتر ذا غانغيون ونو مانز سكاي.

## قائمة الشركات المشاركة في الحدث
هذه قائمة بأهم عارضين لألعاب الفيديو الذين ظهروا في معرض الترفيه الإلكتروني 2015.
| - تو كي جيمز - 505 غيمز - ألين وير - أكتيفجن بليزارد - أتلس - بانداي نامكو إنترتينمنت - بيثيسدا سوفت ووركس - كابكوم - كرايتيك - ديب سيلفر - ديزني إنتراكتيف | - دبل فاين برودكشن - إلكترونيك آرتس - فوكس هوم إنتراكتيف - آيرون غالاكسي ستوديوز - ماتيل - إكسيد غيمز - مايكروسوفت ستوديوز - ناتسومي - نينتندو - إنفيديا - أوكلوس في آر | - شركة راذر - سوني كومبيتر أنترتينمنت - سكوير إنكس - تيك-تو إنترأكتيف - تيم17 - تلتيل غيمز - ترتل بيتش سيستمز - يوبي سوفت - وارنر برذرز إنترآكتيف إنترتيمنت - ويزاردز أوف ذا كوتس |